# Ен Енрајт
Ен Тереза Енрајт (енгл. Anne Teresa Enright, Даблин, Република Ирска, 11. октобар 1962) је ирски писац. Први лауреат за ирску белетристику (2015–2018) и добитник Награде Букер (2007), објавила је седам романа, много кратких прича и публицистичко дело Making Babies: Stumbling into Motherhood (Правити бебе:нагалавце у материнство), о рођењу њено двоје деце. Њени есеји о књижевним темама појавили су се у London Review of Books и The New York Review of Books, а пише за странице о књигама за The Irish Times и The Guardian. Њена фикција истражује теме као што су породица, љубав, идентитет и мајчинство. 
Енрајт је 2007. освојила Награду Букер за свој четврти роман Окупљање. Њен други роман,What Are You Like? (Како изгледаш?) , ушао је у најужи избор у категорији романа на Whitbread Awards 2000. Њен роман The Forgotten Waltz (Заборављени валцер) из 2012. освојио је медаљу Andre Carnegie за фикцију. Њен роман The Green Road (Зелени пут) био је у ужем избору за награду за жене и освојио је Ирски роман године (2015).

## Рани живот
Ен Енрајт је рођена у Даблину у Ирској, а школовала се у средњој школи Св Луис у Ратмајнсу. Добила је међународну стипендију за Lester B. Pearson United World College of the Pacific у Викторији, Британска Колумбија, где је две године студирала за међународну матуру. Затим је дипломирала енглески језик и филозофију на Тринити колеџу у Даблину. Озбиљно је почела да пише када је за 21. рођендан добила електричну писаћу машину. Освојила је Chevening стипендију за курс креативног писања Универзитета Источне Англије, где је студирала код Анђеле Картер и Малколма Бредберија и завршила магистарске студије.   
Енрајт је шест година била телевизијски продуцент и режисер за RTÉ у Даблину  и четири године је продуцирао RTÉ програм Nighthawks. Затим је две године радила у дечјем програму и писала викендом. Почела је да пише са пуним радним временом 1993.  Њена пуна радна каријера као писца настала је када је напустила телевизију због квара, касније напоменувши: „Препоручујем да [...] имате слом рано. Ако вам се живот једноставно распадне рано, можете га саставити опет. У невољи су људи који су увек на ивици кризе који не дотичу дно."  О свом времену које је провела радећи иза кулиса као продуцент, Енрајт је рекла: „Била је велика журка и понекад сам осећала жељу да себе наградим љубичастим срцима за посао који сам радила.“  Било је то време „превише пијења “ и „мућкања“ са људима „који заправо немају сталан посао“. 

## Лични живот
Енрајт живи у Даблину, а претходно је живела у Бреју, округ Виклоу, до 2014. Удата је за Мартина Марфија, који је био директор позоришта Павиљон у Дан Лирију, а сада ради као саветник Уметничког савета Ирске.  Имају двоје деце, сина и ћерку.

## Књиге
Своју радну праксу описала је као "љуљање колица једном руком и куцање другом". 
Критичари су сугерисали да је Енрајтова своје ране напоре извукла из дела Флана О'Брајена. 1991. године је објављена The Portable Virgin (Портабл девица), збирка њених кратких прича. Анђела Картер (која ју је, као Енрајтова бивша учитељица креативног писања, добро познавала) назвала га је „елегантно, скрупулозно сталожено, увек интелигентно и, не мање важно, оригинално“. 
Енрајтов први роман објављен је 1995. године. Под називом The Wig My Father Wore (Перика коју је носио мој отац), књига истражује теме као што су љубав, мајчинство и католичка црква. Наратор романа је Грејс, која живи у Даблину и ради за шоу игрица. Њен отац носи перику о којој се пред њим не може говорити. Анђео по имену Стивен који је извршио самоубиство 1934. и који се вратио на земљу да води изгубљене душе усељава се у Грејсин дом и она се заљубљује у њега. 
Године 2000. објављен је Енрајтов други роман What Are You Like? (Како изгледаш?). Књига је о девојчицама близнакињама које се зову Мари и Марија које су раздвојене по рођењу и одгајане одвојено једна од друге у Даблину и Лондону, говори о тензијама и иронијама између чланова породице. Ушао је у најужи избор у категорији романа за Whitbread Awards. 
Енрајтов трећи роман, The Pleasure of Eliza Lynch (У чему ужива Елиза Линч), објављен 2002, је фикционализован приказ живота Елизе Линч, Иркиње која је била супруга парагвајског председника Франсиска Солано Лопеза и која је постала најмоћнија жена Парагваја у 19. веку. 
Енрајтова књига из 2004. Making Babies: Stumbling into Motherhood (Правити бебе:нагалавце у материнство) је збирка искрених и духовитих есеја о порођају и мајчинству.
Њен четврти роман, The Gathering (Окупљање), освојио је Награду Букер 2007. Ађутант председника Мекалиса је признао резултат.  У позитивној рецензији The New York Times наводи се да у Окупљању „нема утехе“. 
Енрајтов седми роман Actress (Глумица) изабрана је за дугу листу за Женску награду за белетристику 2020. Прича причу о ћерки која детаљно описује успон своје мајке до славе у ирском позоришту с краја двадесетог века, Бродвеју и Холивуду. 
Сцена у Окупљању смештена је у фоаје хотела Белведере. 

## Остало
Њени текстови су се појављивали у разним часописима и новинама. The New Yorker је објавио списе који су јој заслужни за седам година током две деценије: 2000, 2001. и 2005, 2007, 2017, 2019. и 2020.  У издањуLondon Review of Books-а од  4. октобра 2007. објављен је Енрајтов чланак "Disliking the McCanns" о Кејт и Џерију Мекену, британским родитељима трогодишњег детета Медлин Мекен, која је нестала у сумњивим околностима док је била на одмору са својом породицом у Португалу у мају 2007.     Мери Кени је описала Енрајтову као „ирационалну предрасуду“, жену са „лошом проценом“, и довела у питање извињење које је Енрајт издао.
Енрајт је некада била редован сарадник BBC Radio 4, а такође је давала рецензије за РТЕ.    Такође је била у The Dublin Review, The Irish Times, The Guardian, Granta и The Paris Review.
Irish Academic Press је 2011. године објавио збирку есеја о њеном писању, коју су уредиле Клер Брекен и Сузан Кејхил.  Њено писање илустровано је у видеу „Читајући Ирску“.  Енрајт је добио ирску награду ПЕН за књижевност 2017. 
Тишох Енда Кени је именовао Енрајтову за инаугурационог лауреата за ирску фикцију. Током свог времена као лауреат за ирску фикцију, Енрајт је промовисала ангажовање људи са ирском књижевношћу кроз јавна предавања и часове креативног писања. Касније је почела да предаје на УЦД школи енглеског језика, почевши од школске 2018–19.

### Новеле
- The Wig My Father Wore (Перика коју је носио мој отац), (1995).
- What Are You Like? (Како изгледаш?), (2000).
- The Pleasure of Eliza Lynch (У чему ужива Елиза Линч), (2002).
- The Gathering (Окупљање) (2007)
- The Forgotten Waltz (2011).
- The Green Road (2015).
- Actress (Глумица) (2020).
- The Wren, the Wren (2023).

### Кратка фикција
Збирке
- The Portable Virgin (Портабл девица) (1991)
- Taking Pictures (Сликамо се) (2008)
- Yesterday's Weather (Јучерашње време) (2009)

Приче 
| Наслов      | Година | Први пут објављено | Поново штампано/сакупљено | Напомене |
| ----------- | ------ | ------------------ | ------------------------- | -------- |
| "Хотел"     | 2017   |                    |                           |          |
| "солстициј" | 2017   |                    |                           |          |

### Документарна литература
- Making Babies: Stumbling into Motherhood (Правити бебе:нагалавце у материнство), (2004).

### Критичке студије и прикази Енрајтовог дела
Зелени пут (The Green Road)
- Wood, James (25. 5. 2015). „All her children : family agonies in Anne Enright's 'The Green Road'”. The Critics. Books. The New Yorker. св. 91 бр. 14. стр. 71—73.[27]

## Почасти
- 1991: Рунијева награда за ирску књижевност за The Portable Virgin
- 2001: Награда Енкоре за What Are You Like? [28]
- 2004: Ирска награда за писање Дејвија Бирна [29]
- 2007: Награда Букер за The Gathering [9]
- 2008: Ирски роман године за The Gathering
- 2010: члан Краљевског књижевног друштва [30]
- 2012: Женска награда за белетристику, ужи избор за The Forgotten Waltz (Заборављени валцер)[31]
- 2012: Карнегијева медаља за изврсност у фикцији за The Forgotten Waltz (Заборављени валцер) [32] [33]
- 2012: Почасна диплома (DLit) са Goldsmiths College, Универзитета у Лондону
- 2016: Ирска награда за фикцију Kerry Group за The Green Road (Зелени пут) [34]